# Anna Seghers
Anna Seghers (n. 19 noiembrie 1900, Mainz - d. 1 iunie 1983, Berlin) a fost o scriitoare germană de origine evreiască. În scrierile ei Anna Seghers a descris ororile nazismului.

## Viața
Seghers s-a născut cu numele de Netty Reiling la Mainz, Germania, în 1900, drept fiica lui Isidor și Hedwig Reiling. După studiile elementare și liceale, Seghers a obținut doctoratul la Universitatea din Heidelberg cu teza „Evreii și iudaismul în opera lui Rembrandt”. În 1925 s-a căsătorit cu sociologul maghiar Lászlo Radványi. Și-a ales pseudonimul „Seghers” din admirație pentru pictorul flamand Hercules Seghers (1590-1638). În 1928 s-a alăturat Partidului Comunist al Germaniei (KPD) pentru a lupta împotriva Partidului Muncitoresc German Național-Socialist (NSDAP). În 1929 Seghers a fost fondatoarea organizației „Uniunea scriitorilor proletari revoluționari”. În 1930 Seghers a vizitat pentru prima oară Uniunea Sovietică. După venirea la putere a naziștilor, Seghers a fost arestată, dar a fost eliberată după scurt timp. Sub regimul nazist cărțile ei au fost arse și interzise, iar ea a trebuit să fugă în Franța, prin Elveția.
După izbucnirea celui de al Doilea Război Mondial și intrarea forțelor naziste în Franța, Seghers s-a refugiat la Marsilia, Franța, iar soțul ei a fost internat în lagărul de la Vernet.
În martie 1941 Seghers și familia ei s-au reunit în Mexic. Acolo Seghers a întemeiat clubul antifascist „Henrich Heine”. În 1942 a apărut romanul ei cel mai celebru, „Das siebte Kreuz” (A șaptea cruce), în care descrie ororile din lagărele hitleriste de dinainte de război.
În 1947 Seghers a revenit la Berlin. La început a trăit în Berlinul de Vest, iar în 1950 s-a mutat în Berlinul de Est. Seghers a fost membră fondatoare a Academiei Germane de Arte, iar în 1952 a fost aleasă președinta Uniunii Scriitorilor din Republica Democrată Germană.

## Decorații
Anna Seghers a fost decorată în 1965, 1969 și 1974 cu Ordinul Karl Marx.

## Scrieri traduse în limba română
- 1928: Răscoala pescarilor (Aufstand der Fischer von St. Barbara), traducere Cristina Petrescu, București, Editura pentru Literatura Universală, 1969, 148 pag.;
- 1942: A șaptea cruce (Das siebte Kreuz), traducere Elena Davidescu, București, ESPLA, 1959, 458 pag.;
- 1949: Morții rămîn tineri (Die Toten bleiben jung), traducere P. Mureșanu și Isaiia Răcăciuni, București, Editura pentru Literatură și Artă, 1951, 509 pag.;
- 1949: Nunta  la Haiti (Die Hochzeit von Haiti), traducere Tudor Mainescu, Editura de Stat Pentru Literatură și Artă, 1955, 108 pag.;
- 1951: Copiii (Die Kinder), Editura Tineretului, 1956, 72 pag.;
- 1959: Hotărîrea (Die Entscheidung), traducere C. Mătăsaru, București, Editura pentru Literatura Universală, 1962, 591 pag.;
- ?: Primul pas, traducere S. Sanin și O. Constantinescu, Editura de Stat Pentru Literatură și Artă, 1955, 102 pag.;

## Ecranizări
- 1934 Der Aufstand der Fischer, regia Erwin Piscator, URSS
- 1944 A șaptea cruce (Das siebte Kreuz), regia Fred Zinnemann, SUA
- 1968 Morții rămân tineri (Die Toten bleiben jung), regia Joachim Kunert
- 1969 Das Duell, regia Joachim Kunert
- 1970 Aus unserer Zeit (episodul 2)
- 1972 Die große Reise der Agathe Schweigert, regia Joachim Kunert
- 1974 Trestia (Das Schilfrohr), regia Joachim Kunert
- 1976 Das Licht auf dem Galgen, regia Helmut Nitzschke
- 1977 Die Tochter der Delegierten, regia Wojciech Fiwek
- 1981 Das Obdach regia Ursula Schmenger, Hannes Wlasinger
- 1983 Der Mann und sein Name, regia Vera Loebner
- 1984 Die Überfahrt, regia Fritz Bornemann
- 1986 Das wirkliche Blau, regia Christa Mühl
- 1988 Der Aufstand der Fischer von St. Barbara, regia Thomas Langhoff
- 2000 Der gerechte Richter, regia Torsten C. Fischer
- 2018 Transit, regia Christian Petzold

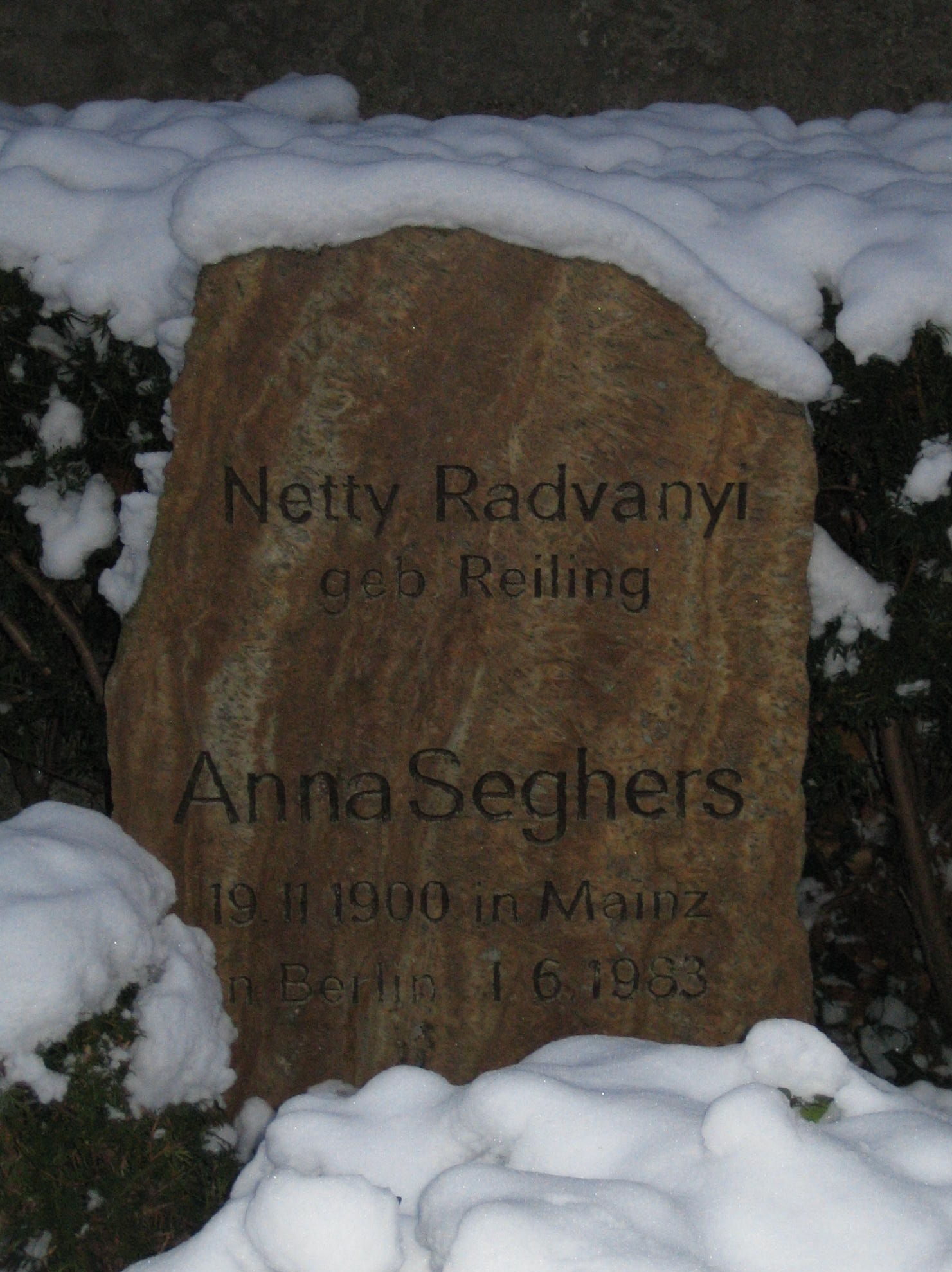
Piatra funerară a Annei Seghers, în Berlin